# HD 33564 b
HD 33564 b ist ein Exoplanet, der den Hauptreihenstern HD 33564 alle 388 Tage umkreist. Auf Grund seiner hohen Masse wird angenommen, dass es sich um einen Gasplaneten handelt.

## Entdeckung
Der Planet wurde mit Hilfe der Radialgeschwindigkeitsmethode von Franck Galland et al. im Jahr 2005 entdeckt.

## Umlauf und Masse
Der Planet umkreist seinen Stern in einer Entfernung von ca. 1,12 Astronomischen Einheiten und hat eine Masse von ca. 2902 Erdmassen bzw. 9,13 Jupitermassen.